# Agrour Amogjar
Agrour Amogjar és un promontori de 690 m d'alçada a prop del pas d'Amogjar, a l'altiplà d'Adrar, al centre de Mauritània. Els seus petits refugis naturals alberguen una rica col·lecció de pintures rupestres, la més important del país. Algunes de les pintures han estat danyades.

## Pintures rupestres
El conjunt de pintures rupestres d'Agrour Amogjar és heterogeni. Se n'han registrat vuit grups d'estils diferents, que van des del període "pastoral" fins a "grafits" més actuals. Els plafons presenten cercles geomètrics amb disseny de raigs de sol, petjades de mans, fauna naturalista com ara girafes, lleons i cocodrils, així com ramats de bestiar i escenes col·lectives humanes. El conjunt més important és un fris de ballarins.

## Galeria d'imatges

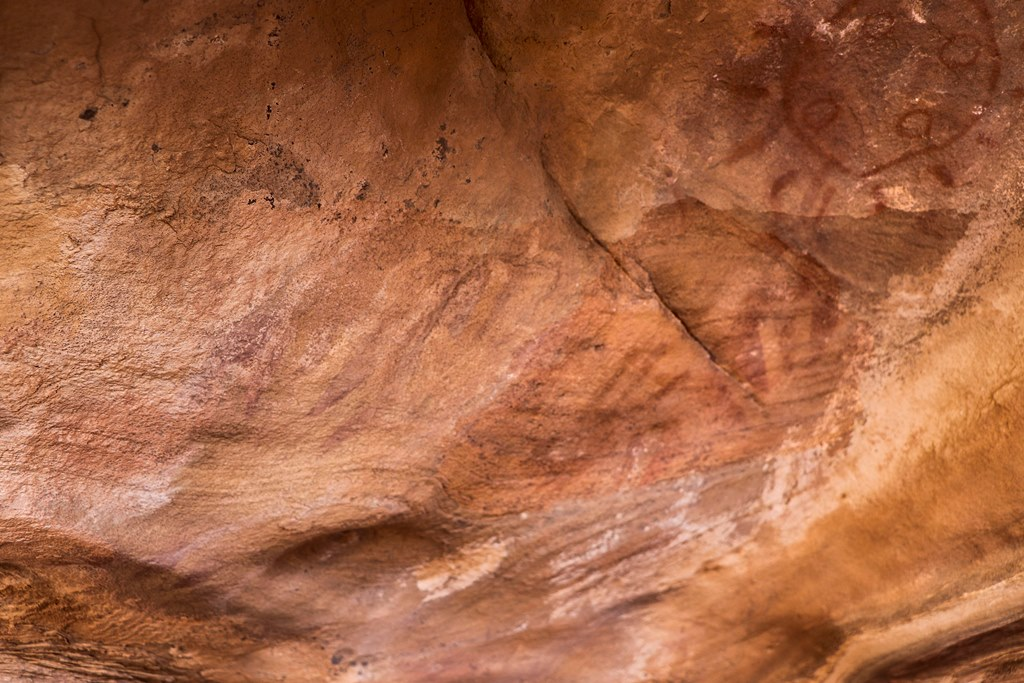
Cercle geomètric en roig, amb raigs i petjades de mans
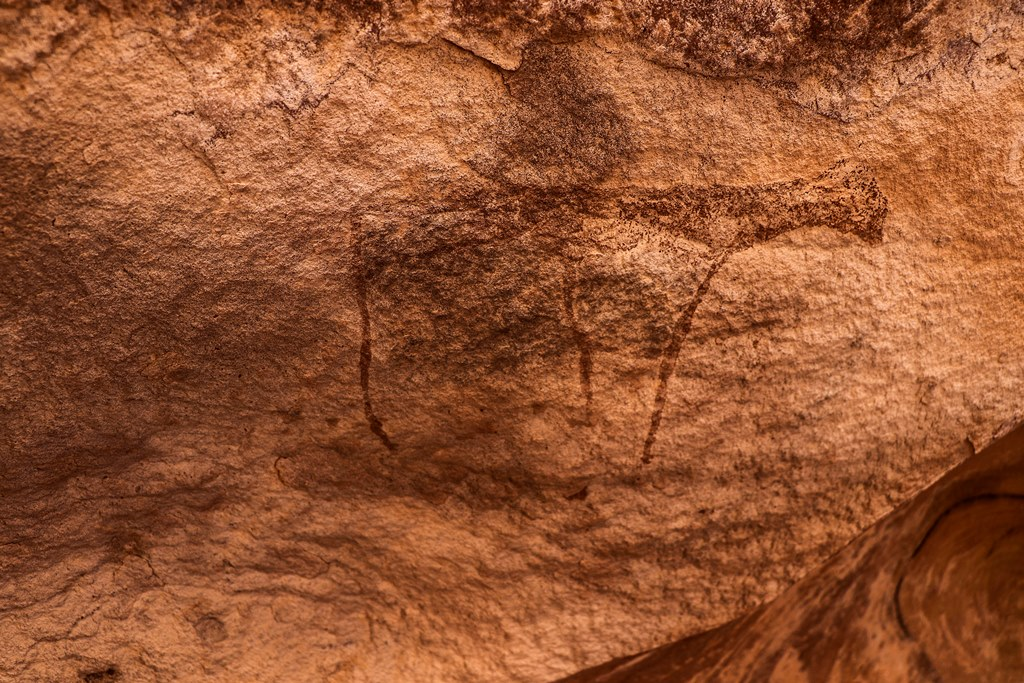
Dibuix esquemàtic de boví
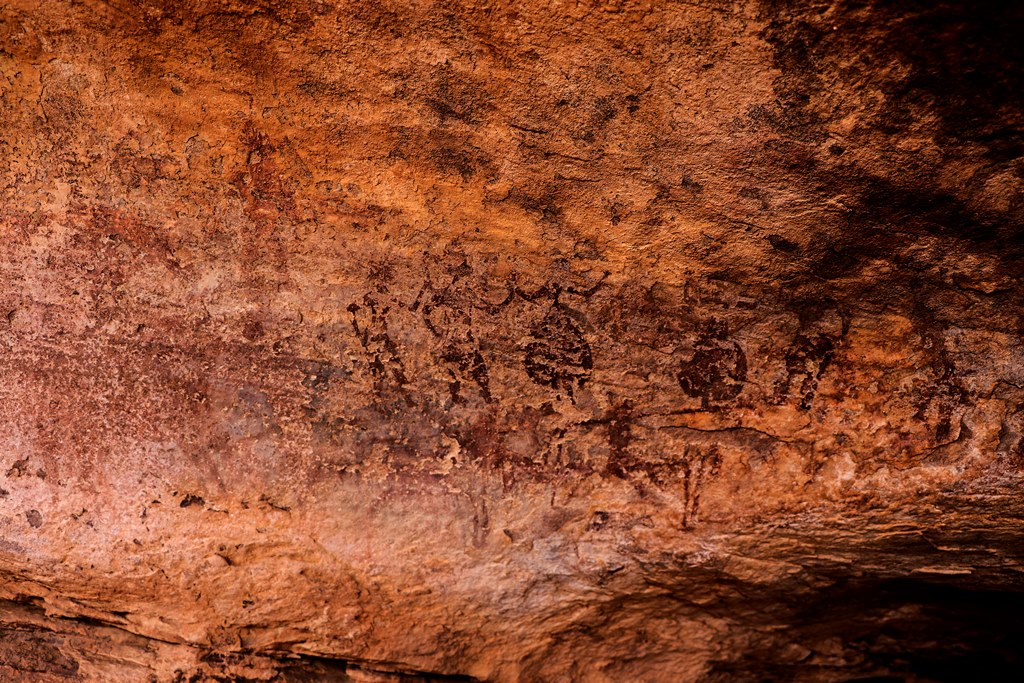
Fris de ballarins
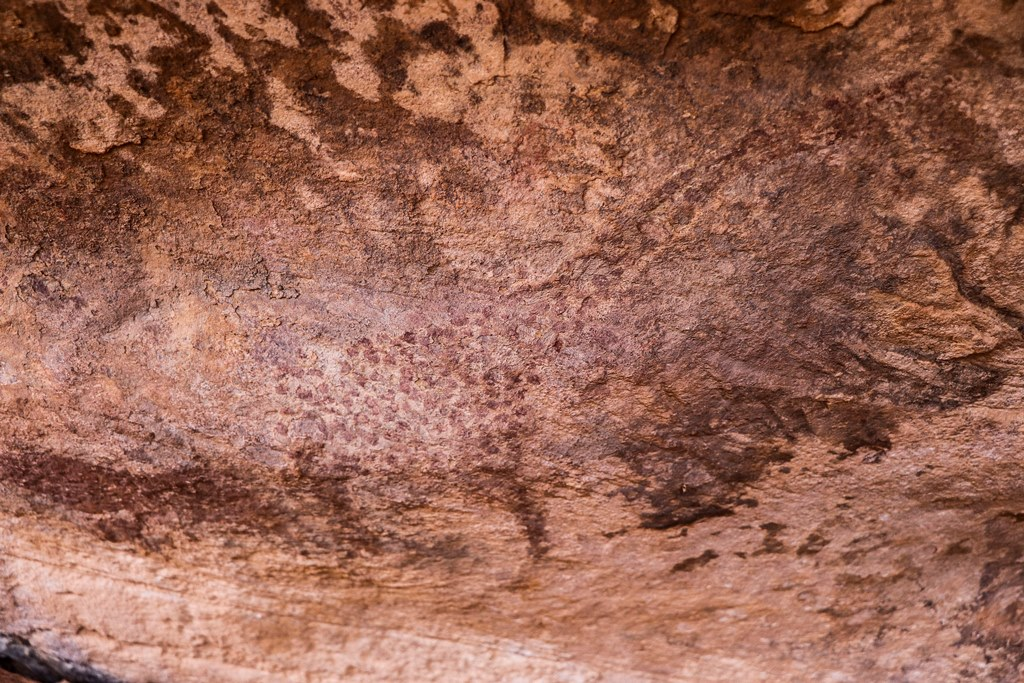
Girafa
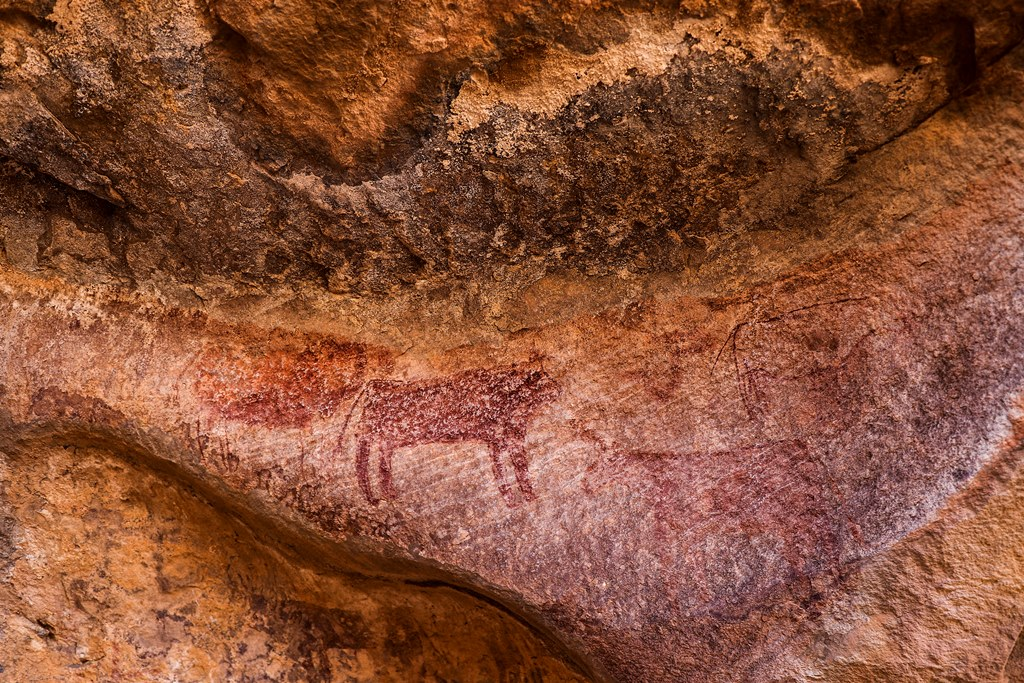
Bestiar